# Козица (община Кичево)
Вижте пояснителната страница за други значения на Козица.
Ко̀зица (на македонска литературна норма: Козица; на албански: Kozica) е село в община Кичево, в западната част на Северна Македония.

## География
Селото е разположено в областта Долна Копачка на река Белица.

## История
В XIX век Козица е чисто българско село в Кичевска каза на Османската империя. Църквата „Света Петка“ е от 1870 година. В „Етнография на вилаетите Адрианопол, Монастир и Салоника“, издадена в Константинопол в 1878 година и отразяваща статистиката на населението от 1873 година, Козица (Kozitza) е посочено като село с 31 домакинства със 118 жители българи.
Според статистиката на Васил Кънчов („Македония. Етнография и статистика“) към 1900 година в Козица живеят 585 българи-християни.
На Етнографската карта на Битолския вилает на Картографския институт в София от 1901 година Козица е чисто българско село в Кичевската каза на Битолския санджак с 50 къщи.
Цялото село е под върховенството на Българската екзархия. По данни на секретаря на екзархията Димитър Мишев („La Macédoine et sa Population Chrétienne“) в 1905 година в Козица има 592 българи екзархисти и функционира българско училище.
Статистика, изготвена от кичевския училищен инспектор Кръстю Димчев през лятото на 1909 година, дава следните данни за Козица:
| Домакинства | Гурбетчии | Грамотни | Грамотни | Грамотни | Неграмотни | Неграмотни | Неграмотни |
| Домакинства | Гурбетчии | мъже     | жени     | общо     | мъже       | жени       | общо       |
| ----------- | --------- | -------- | -------- | -------- | ---------- | ---------- | ---------- |
| 78          | 48        | 62       | 17       | 79       | 194        | 145        | 339        |

При избухването на Балканската война 33 души от Козица са доброволци в Македоно-одринското опълчение.
След Междусъюзническата война в 1913 година селото попада в Сърбия.
На етническата си карта на Северозападна Македония в 1929 година Афанасий Селишчев отбелязва Козица като българско село.
Според преброяването от 2002 година селото има 82 жители – 81 македонци и 1 друг.
| Националност | Всичко |
| македонци    | 81     |
| албанци      | 0      |
| турци        | 0      |
| цигани       | 0      |
| власи        | 0      |
| сърби        | 0      |
| бошняци      | 0      |
| други        | 1      |

От 1996 до 2013 година селото е част от община Другово.

## Личности
Родени в Козица
- Арсо Цветков (1879 – 1902), български революционер
- Божин Силянов Ангелов, български революционер от ВМОРО
- Ванчо Тасе, арестуван през септември 1903 година, обвинен в „помагане на българските разбойници“, осъден на 10 години каторга, заточен в Диарбекир, амнистиран с общата амнистия от 12 април 1904 година[10]
- Джико Алексиев, македоно-одрински опълченец, Кичевска чета[11]
- Йордан Силянов – Пиперката (1870 – 1903), български революционер
- Иван Кръстев Дамянов (1882 – ?), завършил минно инженерство в Лиеж в 1906 г.[12]
- Илинка Божинова (1874 – ?), българска революционерка
- Киро Александров, македоно-одрински опълченец, 20-годишен, хлебар, 1 рота на 4 битолска, ранен на 17 юни 1913[13]
- Магден Йовев Манчевски, български общественик, председател на Кичевското братство,[14] и предприемач, виден столичен хлебопекар, подпредседател на Управителния съвет на Занаятчийската кооперативна банка, член на Индустриалната камера
- Миладин Алексов, македоно-одрински опълченец, 20-годишен, хлебар, 3 рота на 4 битолска дружина, убит при Емирица на 26 януари 1913 година[15]
- Милан К. Дамянов (1885 – 1963), български военен и общественик
- Софе Алексов, македоно-одрински опълченец, 25-годишен, овощар, 1 рота на 4 битолска дружина, уволнен по болест на 2 януари 1913 година[15]
- Цветан Несторов, български революционер, четник на Стефан Алабаков в 1915 година[16]
- Яне Георгиев (1868 – ?), български революционер, по професия хлебар, завършва I отделение. В 1895 година се присъединява към ВМОРО и през 1902 – 1903 г. е войвода и ръководител на революционния комитет в Козица[17]